# Flipsyde
Flipsyde (рус. Флипсайд) — американская группа, играющая в своеобразном стиле, совмещающем рэп, ритм-н-блюз и рок направления. Изначально коллектив состоял из трех участников: Стива Найта (англ. Steve Knight, вокал, акустическая гитара, фортепьяно), Дэйва Лопеза (англ. Dave Lopez, акустическая и электрогитара) и DJ D-Sharp. Позже в группу был приглашен Джиньо «Piper» Феррейра (англ. Jinho Ferreira, вокал), а в 2008-м ряды участников пополнила Шанталь Пэйдж (англ. Chantelle Paige, вокал).
Стиль Flipsyde заметно отличается энергетичностью песен и обаятельными мотивами. Их музыка — нетрадиционное, но гармоничное сочетание стилей. Однажды сам Piper, на просьбу описать уникальное звучание группы, предложил следующую аналогию: «Наша музыка подобно воде, она не имеет формы, но может окутать вас... или превратить во что-то...».
Дебютный альбом «We The People» был высоко оценен критиками, среди которых американская газета The Washington Post, провозгласившая его лучшим хип-хоп альбомом в 2006-м году.
Первый сингл «Someday» был выбран Национальной вещательной компанией (NBC) в качестве музыкальной темы к зимним Олимпийским играм 2006 в Турине.
В 2008-м, вслед за приходом Шантель Пэйж в группу, Flipsyde еще раз предоставилась возможность написать музыку для Олимпийских игр, теперь уже летних, проходивших в 2008 году в Пекине. Результатом работы стала песня «Champion» при участии Эйкона.
Недавно Flipsyde на своей страничке в MySpace анонсировали о начале турне с Эйконом, продвигающем их второй студийный альбом «State of Survival». Продюсером альбома, выпуск которого запланирован на март 2009-го, стал сам Akon и его лейбл Konvict Muzik.

## Дискография

### Альбомы
- 2005: «We The People»
- 2009: «State Of Survival»
- 2016: "On My Way"

EP's
- 2011: «Phoenix»

- 2012: «Tower Of Hollywood»

- 2014: «Cops and Robbers»

### Синглы
- 2005: «Someday» альбом «We The People»
- 2006: «Happy Birthday» при участии t.A.T.u.
- 2006: «Trumpets (Never Be The Same Again)» альбом «We The People»
- 2006: «Angel» альбом «We The People»
- 2006: «No more» альбом «We The People»
- 2008: «Toss It Up» при участии Akon
- 2008: «Champion» при участии Akon
- 2009: «When It Was Good»
- 2009: «A Change»